# Palazzo episcopale di Astorga

Il Palazzo episcopale di Astorga è un edificio progettato dall'architetto spagnolo Antoni Gaudí, che fu il massimo esponente del modernismo catalano. Si trova nella città di Astorga, a una distanza relativamente piccola da León, dove si trova la Casa Botines, opera dello stesso architetto. La costruzione ebbe luogo tra il 1889 e il 1913.

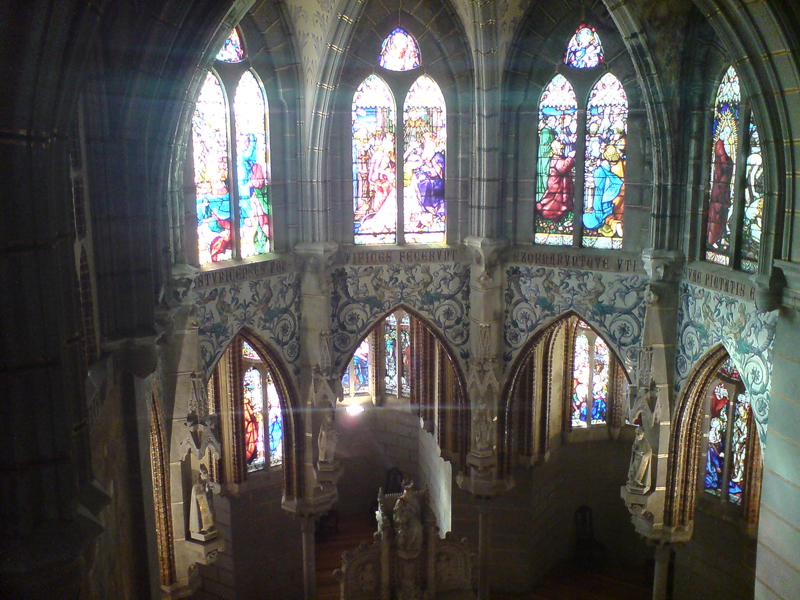
Interno del Palazzo episcopale di Astorga

## Storia
A seguito di un incendio che aveva distrutto il vecchio palazzo episcopale e non avendo un architetto della diocesi, il vescovo Grau decise di affidare la costruzione del nuovo palazzo episcopale al suo amico Gaudí. La amicizia tra di loro era cominciata anni prima mentre Grau era il vicario generale dell'arcidiocesi di Tarragona e inaugurò una chiesa il cui altare era stato disegnato da Gaudí.
Quando Gaudí ricevette l'incarico, era ancora molto occupato nel terminare il Palazzo Güell a Barcellona, e così non poteva spostarsi ad Astorga per studiare il terreno e i dintorni del nuovo edificio. Per non ritardare il progetto chiese al vescovo che gli inviasse delle fotografie, disegni e altre informazioni del luogo, che gli permettessero di cominciare a progettare il palazzo in modo che si trovasse in armonia con le edificazioni circostanti.
Una volta che ebbe studiato tutto il materiale ricevuto, Gaudí preparò i progetti e li mandò ad Astorga. Grau si sentì soddisfatto e iniziò i preparativi per ottenere i permessi amministrativi. Dopo che furono introdotte alcune modifiche, il progetto fu approvato nel mese di febbraio del 1889. Alcuni mesi dopo, in giugno, venne posata la prima pietra.
Il Palazzo episcopale di Astorga è un edificio che presenta un aspetto medievale. La pietra con il quale è costruito è rispettosa dell'intorno, specie della cattedrale che si trova nelle immediate vicinanze, così come con la natura che nella Astorga della fine del XIX secolo era più presente di quanto non lo sia ora. Ciò nonostante, l'edificio incorpora alcuni degli elementi che caratterizzeranno Gaudí nei suoi lavori futuri, come gli archi dell'entrata principale e il volume situato sopra di loro o le grandi ciminiere che si integrano nelle facciate laterali.
La morte di Joan Grau, avvenuta nel 1893, comportò la quasi immediata rinuncia all'architetto catalano che quindi lasciò incompiuti il piano superiore e il tetto dell'edificio. Questi vennero terminati un decennio più tardi, con soluzioni più modeste, dall'architetto madrileno Ricardo Garcia Guereta. Egli comunque fu estremamente rispettoso del progetto originale di Gaudì nella scelta dei motivi decorativi in granito e ferro battuto.

## Caratteristiche
Il palazzo ha una pianta a croce greca. L'interno è distribuito su quattro livelli: il seminterrato, il pianterreno destinato all'amministrazione, quindi alla segreteria e al provveditorato, un piano principale destinato agli alloggi del vescovo comprensivi di una cappella di una sala del trono e di uno studio e il sottotetto. 
Gaudì propose una grande varietà di capitelli, con forme ispirate alla natura, alla tradizione, all'arte mudéjar o addirittura che evocavano gli abaci a stella che decorano la cappella bassa della Sainte-Chapelle di Parigi. 
Gaudì ideò poi tre enormi angeli di zinco per collocarli nei punti più alti del tetto del palazzo. Essi giunsero ad Astorga solamente nel 1913 e ora si trovano nei giardini del palazzo.
Il palazzo in realtà non fu mai residenza episcopale. Nel 1956 il vescovo Castelltort decise di risiedervi, ma morì durante un sopralluogo.